# Due gemelle e un pallone
Due gemelle e un pallone (Double Teamed) è un film per la televisione, pubblicato il 18 gennaio 2002 su Disney Channel. Narra la vera storia delle gemelle Heather e Heidi Burge, giocatrici professioniste di pallacanestro.

## Trama
Nel 1985, due gemelle identiche di quattordici anni, Heather e Heidi Burge, sono costrette dal padre troppo invadente a lasciare la loro vecchia scuola e a frequentarne un'altra per avere maggiori possibilità di ottenere una borsa di studio per il college. Heidi, tuttavia, tende a pensare di essere atleticamente inferiore a Heather e, nel tentativo di uscire dall'ombra di Heather, partecipa a una recita scolastica.
Heather e Heidi frequentano entrambe la scuola per giocare a pallavolo piuttosto che a basket, ma l'allenatore di basket femminile nota Heather per la sua altezza. Heather coglie l'opportunità di giocare a basket per allenarsi in vista della prossima stagione di pallavolo. Heather incontra Nicky Williams, la stella delle Palos Verdes High School Sea Kings. Heidi, nel frattempo, viene a sapere che suo padre ha detto all'allenatore che entrambe le ragazze avrebbero giocato nella squadra di basket, nonostante Heidi si fosse già impegnata a recitare in una commedia scolastica.
Heather e Heidi sono entrambe furiose per la situazione: Heather perché non voleva che Heidi entrasse in squadra e Heidi perché pensava che fosse stato Heather a spingere il padre a farlo. Heidi voleva essere indipendente da Heather e perseguire i propri interessi.
Quando le gemelle iniziano a giocare per i Sea Kings, lasciano una cattiva impressione sulla squadra mentendo e insinuando di essere ricche come molte delle loro compagne di squadra. Heather e Nicky formano una seria rivalità e Nicky cerca addirittura di cacciare le gemelle Burge da scuola raccontando alla scuola la situazione abitativa delle Burges.
Alla fine entrambe fanno amicizia con Nicky quando vedono che il padre è troppo preso dagli affari per assistere alle sue partite di basket. Al loro primo torneo a New York, vincono il secondo posto e Heather si aggiudica il titolo di MVP. Tuttavia, in un'altra partita, Heidi viene scelta per eseguire i tiri liberi vincenti. Questo rende Heather, la solita star, estremamente gelosa, così in seguito gioca a tarda notte una partita uno contro uno con Galen, una stella del basket senior che vive nel loro complesso residenziale. Mentre gioca, Heather cade e si distorce gravemente la caviglia, impedendo così di giocare la partita successiva. Durante la partita successiva, mentre è in panchina, Heather capisce la necessità del lavoro di squadra piuttosto che quella di essere la "superstar" e decide di giocare di nuovo nonostante l'infortunio. Il suo impegno viene premiato e, grazie a un abile lavoro di squadra, Heidi realizza il canestro della vittoria per i Sea Kings.
Dopo la partita, l'allenatore si avvicina alle gemelle e ai loro genitori, Mary e Larry Burge, e dice ai signori Burge che dovrebbero prendere in considerazione l'idea di iscrivere le ragazze ai campi estivi di basket, affermando che hanno un futuro molto brillante. Il signor Burge dice con orgoglio che le sue ragazze giocheranno al college, ma l'allenatore dice: "Forse di più". Si parla di un campionato professionistico femminile". Il signor Burge si scusa anche per aver messo tanta pressione su Heather e per aver costretto Heidi a giocare a basket. Loro lo perdonano. Il signor Burge dice che Heidi ha in programma un'estate in un campo di teatro, il che le fa piacere e rivela quanto sia importante essere ben strutturati.
Viene poi mostrato un flashfoward: entrambe le gemelle Burge giocano in squadre professionistiche della WNBA. Heidi gioca per le Los Angeles Sparks e Heather per le Sacramento Monarchs. Heather e Heidi parlano prima della partita e Heather dice: "Una volta seconda scelta, sempre seconda scelta". La partita inizia con un tip off ed entrambe si lanciano alla conquista della palla.
In realtà, i periodi di permanenza delle due gemelle nella WNBA non si sono sovrapposti e non si sono mai affrontate in una partita della WNBA.